# Кайамиши (река)
Кайамиши (англ. Kiamichi) — река в штате Оклахома, США, приток Ред-Ривера. Длина реки, по разным данным, составляет 266 или 277 км. Площадь водосборного бассейна — 4799 км² (1853 кв. мили).
Начинается в округе Ле-Флор, близ границы штата Арканзас в горах Уошито и Кайямиши. Течёт на запад до города Клейтон, потом меняет направление течения на южное. Впадает в Ред-Ривер в городе Хьюго, штат Оклахома на высоте 114 м над уровнем моря. Уклон русла меняется от 20 м/км в верховьях до 0,3 м/км около водохранилища Хьюго. В верховьях реки распространены дубово-сосновые леса, в низовьях — дубово-гикориевые. В бассейне реки выпадает 1200—1400 мм (46-56 дюймов) осадков в год.
На расстоянии 29 км от устья перекрыта плотиной Хьюго.
Основные притоки — Джекфорк-Крик, Бак-Крик, Тенмайл-Крик, Баффало-Крик, Сидар-Крик, Гейтс-Крик, Андерсон-Крик, Пайн-Крик.
В августе 1975 года река Кайамиши попала в новостные сводки, когда её пойма стала местом многодневной охоты за двумя слонами, сбежавшими из цирка в Хьюго.

## Комментарии
1. ↑  29 км до плотины Хьюго и 248 км выше неё.